# 布志名焼

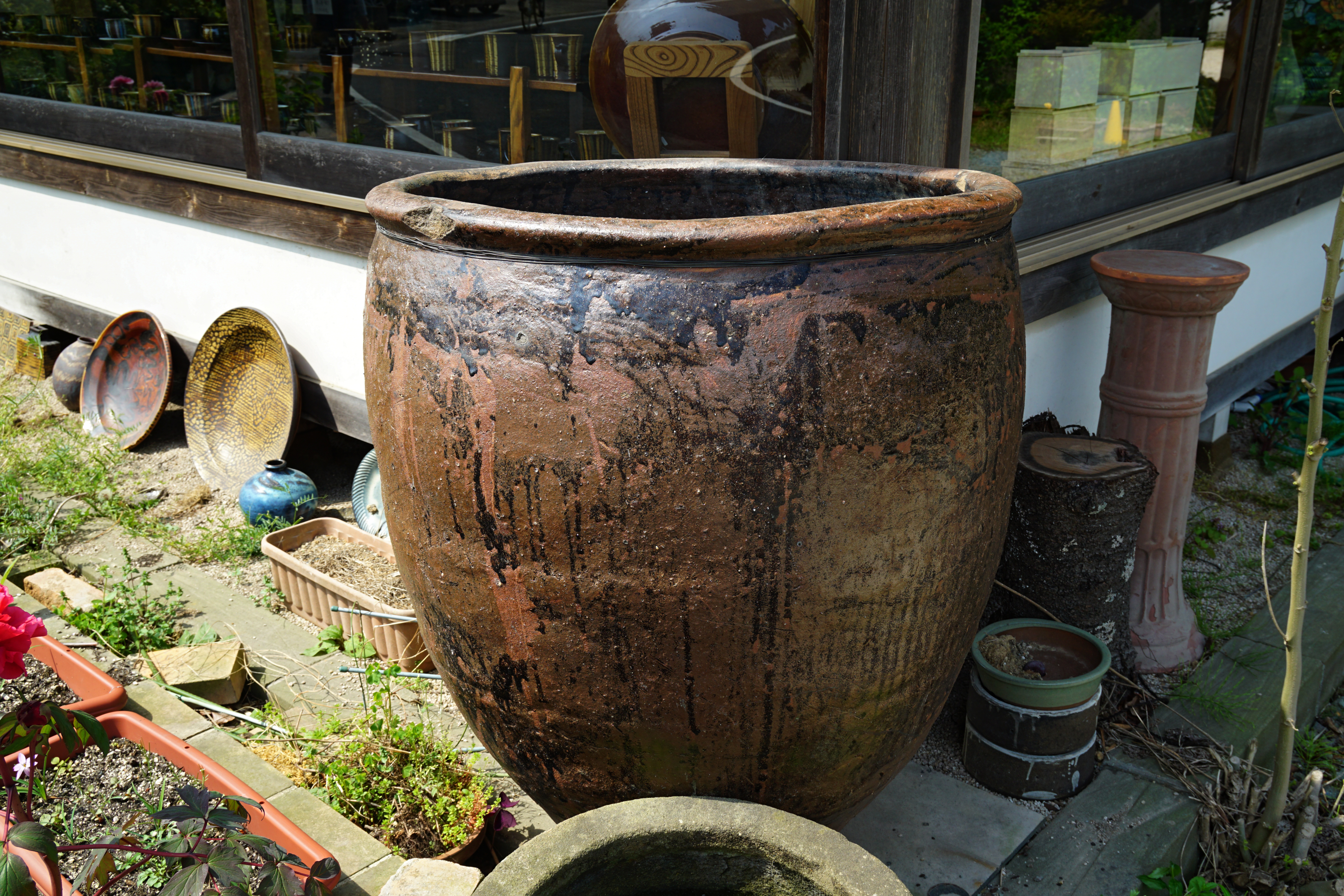
布志名焼。湯町窯にて。

布志名焼（ふじなやき）は、島根県松江市玉湯町にて焼かれる陶器。

## 概要
江戸時代中期、舩木与次兵衛村政が開窯し、松江藩の藩命で楽山窯より移住した土屋善四郎の指導によって品質が向上し、松平不昧の指導を受けた土屋や永原の藩窯と舩木系子孫らの民窯が共栄した。
松江藩の庇護を受けて、お茶道具を作る御用窯と、北前船に出荷する雑器などを作る民間の窯で棲み分けが行われていた。
明治頃に全盛を迎え、布志名特有の黄釉色絵物は、国内ばかりでなく海外にまでも販路を広げた。
昭和に入り、柳宗悦や河井寛次郎、濱田庄司、バーナード・リーチらの指導により民藝運動の影響を受け、化粧泥で模様を施したスリップウェアと呼ばれる技法が取り入れられた。